# Casalgrasso
Casalgrasso es una localidad y comune italiana de la provincia de Cuneo, región de Piamonte, con 1.482 habitantes.

## Evolución demográfica
| Gráfica de evolución demográfica de Casalgrasso entre 1861 y 2010 |
|                                                                   |
| Fuente ISTAT - elaboración gráfica de Wikipedia                   |